# Dannhauser
Dannhauser (officieel Dannhauser Local Municipality) is een gemeente in het Zuid-Afrikaanse district Amajuba.
Dannhauser ligt in de provincie KwaZoeloe-Natal en telt 102.161 inwoners. 

## Hoofdplaatsen
Het nationaal instituut voor de statistiek, Stats SA, deelt sinds de census 2011 deze gemeente in in 58 zogenaamde hoofdplaatsen (main place):
Annieville • Anville • Bright Home • Chelmsford • Chester • Clifton • Cloneen • Cork • Curragh • Dannhauser • Dannhauser NU • Doornkop • Dorset • Eastbourne • Emafusini • Fairbreeze • Flint • Fulathela Sorth • Geduld • Greenock • Grootgeluk • Hattingspruit • Hilltop • Inverness • Jokis • Kempshoek • Kilegethe • Kliprand • Lekkerwater • Mafahlawane • Martha • Mbanane • Mielibult • Milford • Moltloung • Mtendeka • Mullingar • Naas • Nellie • Nellie Valler • Nguqunguqu • Nyanyadu • Path Farm • Phillip • Poona • Rocky Spruit • Rutland • Skombaren • Spookmill • Springbok Laagte • Springlake • Striijbank • Surrey • Twhatgwha • Uitkyk • Verdriet • Wilts • Zondo.